# Haidelsmühle
Haidelsmühle ist ein Gemeindeteil des Marktes Pressig im Landkreis Kronach (Oberfranken, Bayern).

## Geografie
Die Einöde liegt an der Haßlach und bildet mit dem nordöstlich gelegenen Pressig eine geschlossene Siedlung. Das 200 Meter breite Haßlachtal wird dort durch zwei bewaldete Anhöhen begrenzt (Rauher Berg: 489 m ü. NHN, 0,4 km nordwestlich; Spitzberg: 517 m ü. NHN, 0,4 km südöstlich). Beim Rauhenberg ist ein ehemaliger Steinbruch als Geotop ausgezeichnet. Die Bundesstraße 85 führt nach Pressig (0,7 km nordöstlich) bzw. nach Neukenroth (2,5 km südwestlich).

## Geschichte
Gegen Ende des 18. Jahrhunderts gehörte Haidelsmühle zur Realgemeinde Pressig. Das Hochgericht übte das bambergische Centamt Teuschnitz aus. Die Grundherrschaft über die Mahl- und Schneidmühle hatte das bambergische Kastenamt Rothenkirchen inne.
Mit dem Ersten Gemeindeedikt wurde Haidelsmühle dem 1808 gebildeten Steuerdistrikt Rothenkirchen und der 1818 gebildeten Ruralgemeinde Pressig zugewiesen.

### Einwohnerentwicklung
| Jahr      | 001818 | 001861 | 001871 | 001885 | 001900 | 001925 | 001950 | 001961 | 001970 | 001987 |
| Einwohner | *      | 4      | 9      | *      | 6      | 13     | 30     | 17     | 15     | 7      |
| Häuser    | *      |        |        | *      | 1      | 1      | 3      | 3      |        | 2      |
| Quelle    | [ 5 ]  | [ 7 ]  | [ 8 ]  | [ 9 ]  | [ 10 ] | [ 11 ] | [ 12 ] | [ 13 ] | [ 14 ] | [ 1 ]  |

## Religion
Der Ort ist römisch-katholisch geprägt und nach St. Bartholomäus (Rothenkirchen) gepfarrt.